# Charles Michel
Charles Michel (tiếng Pháp: [ʃaʁl mi.ʃɛl]; sinh ngày 21 tháng 12 năm 1975) là một chính khách, ông từng là thủ tướng Chính phủ của Vương quốc Bỉ. Ông là con trai của Louis Michel, cũng là một chính trị gia nổi bật. Charles Michel cũng là Chủ tịch Đảng Tự do nói tiếng Pháp Mouvement Réformateur (MR) kể từ tháng 2 năm 2011.Ngày 19/01/2019 ông giữ chức Chủ tịch hội đồng Châu Âu  cho đến nay

## Sự nghiệp ban đầu
Michel bắt đầu sự nghiệp chính trị của mình ở tuổi 16, khi ông gia nhập đảng Tự do trẻ của Jodoigne (Jeunes Réformateurs Libéraux de Jodoigne); cha của ông, Louis Michel lúc đó còn là thị trưởng Jodoigne từ năm 1983. Năm 1994, ở tuổi 18, Charles Michel được bầu làm Ủy viên Hội đồng tỉnh Walloon Brabant.
Ông tốt nghiệp ngành luật tại Đại học Tự do Bruxelles và Đại học Amsterdam vào năm 1998, sau đó ông đã trở thành luật sư tại Brussels Bar.

## Sự nghiệp chính trị
Michel sau đó đã được bầu vào Phòng đại diện liên bang kể từ năm 1999, đại diện cho Walloon Brabant, một thành trì của Đảng MR.
Năm 2000, ông trở thành Bộ trưởng Bộ Nội vụ trong Chính phủ Wallonie khi mới chỉ 25 tuổi, và ông trở thành Bộ trưởng trẻ nhất trong lịch sử của Bỉ.
Ở cấp địa phương, ông được bầu làm Ủy viên hội đồng thành phố Wavre năm 2000. Đến năm 2006, ông trở thành thị trưởng của thành phố. Trong năm 2007, Michel đã trở thành Bộ trưởng Bộ Hợp tác Phát triển trong Chính phủ Verhofstadt III và sau đó là trong Chính phủ Leterme I, Van Rompuy và Leterme II.
Năm 2009, ông tuyên bố mình bị sốc bởi lời phát biểu của Đức Giáo hoàng Benedict XVI tuyên bố rằng, bao cao su có thể có tác dụng tiêu cực đến tình hình diễn tiến bệnh AIDS, "đáng kinh ngạc, tai tiếng và thậm chí vô trách nhiệm", đó là những lời thoại của ông.
Sau khi các cuộc bầu cử khu vực diễn ra vào tháng 6 năm 2009, Michel là thành viên của một nhóm yêu cầu Chủ tịch đảng MR Didier Reynders nên từ chức. Sau khi thất bại trong cuộc bầu cử liên bang tháng 6 năm 2010, Reynders cuối cùng cũng đã phải từ chức. Charles Michel sau đó tuyên bố sẽ ra ứng cử của ghế Chủ tịch đảng MR. Trong tháng 1 năm 2011, ông chính thức được bầu làm Chủ tịch của đảng MR sai khi từ chức Bộ trưởng Hợp tác Phát triển. Charles Michel và Didier Reynders là đối thủ lâu năm trong đảng của họ.
Michel là một chính trị gia được bổ nhiệm trong việc hình thành chính phủ mới của Bỉ năm 2014. Và vào ngày 7 tháng 10 năm 2014, một thỏa thuận chung đã đạt được giữa bốn bên tham gia thành lập chính phủ mới, Michel đã được đề xuất để lãnh đạo Chính phủ, và ông chính thức trở thành tân Thủ tướng của Bỉ.

## Chủ tịch Hội đồng Châu Âu
Vào ngày 2 tháng 7 năm 2019, Michel được bầu làm Chủ tịch Hội đồng Châu Âu, một trong những vị trí lãnh đạo nổi bật nhất của Liên minh Châu Âu.
Vào tháng 8 năm 2020, Michel bày tỏ "sự đoàn kết hoàn toàn" với Hy Lạp và Síp trong cuộc xung đột của họ với Thổ Nhĩ Kỳ. Tranh chấp Aegean giữa Thổ Nhĩ Kỳ và Hy Lạp leo thang khi Ankara nối lại thăm dò khí đốt trong cuộc tranh chấp. các khu vực phía đông Địa Trung Hải.